# السفارة السعودية في ليبيا
سفارة المملكة العربية السعودية في دولة ليبيا، هي بعثة دبلوماسية سعودية تقع في العاصمة الليبية طرابلس ويترأس البعثة سفير خادم الحرمين الشريفين محمد بن محمود بن علي العلي. العنوان: طرابلس – ليبيا – 2 شارع القيروان.

## وصلات خارجية
- موقع سفارة المملكة العربية السعودية السعودية في ليبيا
- وزارة الخارجية السعودية (بالعربية)
- Ministry of Foreign Affairs of Kingdom of Saudi Arabia (بالإنجليزية)